# Ерем
Ерем је некадашње насеље, данас део села Вогањ у општини Рума, Војводина, Република Србија.

## Становништво
| Демографија | Демографија | Демографија |
| Година      | Становника  | Становника  |
| ----------- | ----------- | ----------- |
| 2011.       | 60          |             |